# Colinus
Genre
Le genre Colinus regroupe quatre espèces d'oiseaux galliformes appartenant à la famille des Odontophoridae.

## Liste des espèces
Selon la classification de référence du Congrès ornithologique international (version 15.1, 2025) :
- Colinus virginianus (Linnaeus, 1758) — Colin de Virginie ;
- Colinus nigrogularis (Gould, 1843) — Colin à gorge noire ;
- Colinus leucopogon (Lesson, RP, 1842) — Colin à face blanche ;
- Colinus cristatus (Linnaeus, 1766) — Colin huppé.